# Asunción de Moisés
El Testamento (o Asunción) de Moisés es un libro apócrifo, que fue escrito originalmente en hebreo o arameo (entre el 3 a. C. y el 30 d. C.), con versiones en griego y latín. De origen palestino y ambiente farisaico, pretende narrar la historia del mundo, en forma de profecía, desde Moisés hasta el tiempo del autor.
Fue descubierto por Antonio Ceriani en la Biblioteca Ambrosiana de Milán, a mediados del siglo XIX y publicado por él en 1861.
El texto está en doce capítulos y dice ser profecías secretas reveladas por Moisés a Josué antes de transmitirle su liderazgo del pueblo de Israel.
Se suele sugerir que la disputa entre el Arcángel Miguel y Satanás (Samael) sobre el cuerpo de Moisés está descrita en este libro, y que es también mencionada en la epístola de Judas (Judas 1:9), aunque no había sido atribuida a una fuente específica.